# 吼えろ!
『吼えろ!』（ほえろ）は、1962年（昭和37年）11月18日の20:15 - 21:00に朝日放送（ABCラジオ）で放送されたラジオドラマ。安部公房が脚本を務め、宇野重吉が主演を務めた。昭和37年度芸術祭賞受賞作品。後にフランスでも放送された。
ドラマ本編は横浜市の放送ライブラリーに所蔵されており、無料で聴取することができる。脚本テキストは、1963年（昭和38年）4月1日、日本放送作家協会「放送作家 現代の放送ドラマ I」に掲載された。

## あらすじ
大和サーカスの座長は、サーカスの資金繰りがおぼつかなくなったため、一座の看板のライオン・太郎を売る新聞広告を出した。太郎は、座長が手に入れた時から、すでに右足のない三本足のやせたライオンだったが、座長は並々ならぬ愛着を太郎に持っていた。レストランの看板にしようとライオンを買いに来た男は、吼えない太郎を見て小ばかにしたような態度だった。座長は、「芸なしだろうと、三本足だろうと、ライオンはライオンさ」と気色ばんだ。
座長は、太郎が馬鹿にされて売られていくよりも、華々しく死んでいく方がよほど本望じゃないだろうかと考え、負けを承知で太郎と虎を決闘させるケンカ興行を思いたった。金の匂いをかぎつけた男らが新聞社に手配し、観客が五千人も来場する県の体育館で見世物が行なわれることとなった。一座は太郎の死とともに解散するつもりだったが、太郎のおかげで座員が助かるかもしれない可能性が出てきた。座長は自分達の虫のよさを思い、せめて太郎が勝ってくれればと勝負に期待をかけるようになった。
太郎の相手は、ベンガル・タイガーの錦丸だった。しかし虎とライオンは対面しても、いっこうに戦う構えがなかった。座長は心の中で太郎を応援し、「太郎、吼えろ! 吼えろ!」と叫んだ。しびれを切らした観客はだんだん苛立ち、野次が激しくなってきた。そしてついに、「金を返せ」という罵声で爆発しだした。座長は、ライオンがどんなものか、観客に思い知らせて、這いつくばらせてやるつもりだったが、「奴等（観客）の方が、お前以上に猛獣だったらしい…」と悟った。暴徒と化した観客から逃げるように、座員たちに促された座長は、その場から立ち去る前に、「吼えろ!」と願いながら銃で太郎の眉間を撃った。銃声の後、おそるべきライオンの咆哮が響きわたった。座長は、「私が殺してしまったのは、いったい、なんだったのだろう? ライオン?……いやこんなもの、おれはまだ見たこともないぞ……何が死んだんだ……何が…」と独白する。

## スタッフ
- 作・脚本：安部公房
- 演出：大熊邦也、山内久司、中川隆博
- 音楽：芥川也寸志、山本諭
- 制作：須貝正義、阪田寛夫

## キャスト
- 座長：宇野重吉
- 座員A：井川比佐志
- 座員B：佐野浅夫
- 座員C：山岡久乃
- 買いに来た男：小沢栄太郎
- 場内アナウンス：市原悦子
- 関西なまりの男：若宮忠三郎
- 九州なまりの男：矢野宣

ほか

## 初版刊行本
『現代文学の実験室1 安部公房集』（大光社、1970年6月5日）